# Atacazo
Atacazo är en 4 463 meter hög stratovulkan i norra Ecuador, ungefär 25 kilometer sydväst om huvudstaden Quito. Kring 320 f.Kr. hade vulkanen ett utbrott som nådde den femte nivån på VEI-skalan. Sydväst om Atacazo finns vulkanen Ninahuilca.